# Bataille de Maciejowice
Insurrection de Kościuszko
Batailles
- Racławice
- Varsovie (en)
- Vilnius (en)
- Grande-Pologne
- Szczekociny
- Chełm (en)
- Rajgród (en)
- Varsovie (en)
- Terespol (en)
- Maciejowice
- Praga

La bataille de Maciejowice, qui a lieu le 10 octobre 1794 pendant l'Insurrection de Kościuszko, oppose les troupes polonaises commandées par Tadeusz Kościuszko et les troupes de 
l'armée impériale russe commandées par Alexandre Souvorov. 
Cette bataille se termine par la victoire des Russes et par la capture de Kościuszko.

## Contexte
L'insurrection polonaise de 1794, conduite par Kosciuszko, est la conséquence du deuxième partage de la Pologne en 1793. Elle est menée contre l'armée russe et secondairement contre l'armée prussienne, celles-ci ayant l'aval du roi de Pologne, Stanislas II Auguste.
Parti de Cracovie en mars, Kosciuszko a remporté une victoire à Raclawice (4 avril) et s'est installé à Varsovie, dont le siège a été levé en septembre du fait du retrait de l'armée prussienne. Mais une nouvelle offensive russe est en vue avec les troupes de Fersen et Denisov qui opèrent sur la rive gauche de la Vistule tandis que Souvorov (commandant en chef) revient vers Varsovie après avoir neutralisé l'insurrection en Ukraine.

## Préparatifs de la bataille
L'objectif de Kościuszko est d'empêcher la jonction de Fersen et de Souvorov. Son plan prévoit qu'il attaque Souvorov tandis que Fersen sera retenu par une division commandée par Adam Poninski. Mais le 4 octobre, Fersen passe sur la rive droite de la Vistule, ce qui oblige Kosciuszko à engager le combat contre lui. 
L'engagement va avoir lieu à Maciejowice (actuel powiat de Garwolin), sur la rive droite de la Vistule, à 60 km au sud de Varsovie. Kosciuszko met ses forces en place le 9 octobre, tout en demandant à Poninski de le rejoindre rapidement, ce qui ne se réalisera pas. 
Fersen arrive aussi à Maciejowice le 9 octobre.

## Conséquences
Kościuszko est emmené à Saint-Pétersbourg et ne sera libéré qu'en 1797.
Quelques semaines après sa défaite, l'armée russe prend Varsovie qui subit le massacre de Praga (4 novembre). Un an plus tard, a lieu le troisième partage de la Pologne, qui disparaît en tant qu'État. 

## Sources
- (en) Cet article est partiellement ou en totalité issu de l’article de Wikipédia en anglais intitulé « Battle of Maciejowice » (voir la liste des auteurs).